# Salmo 23

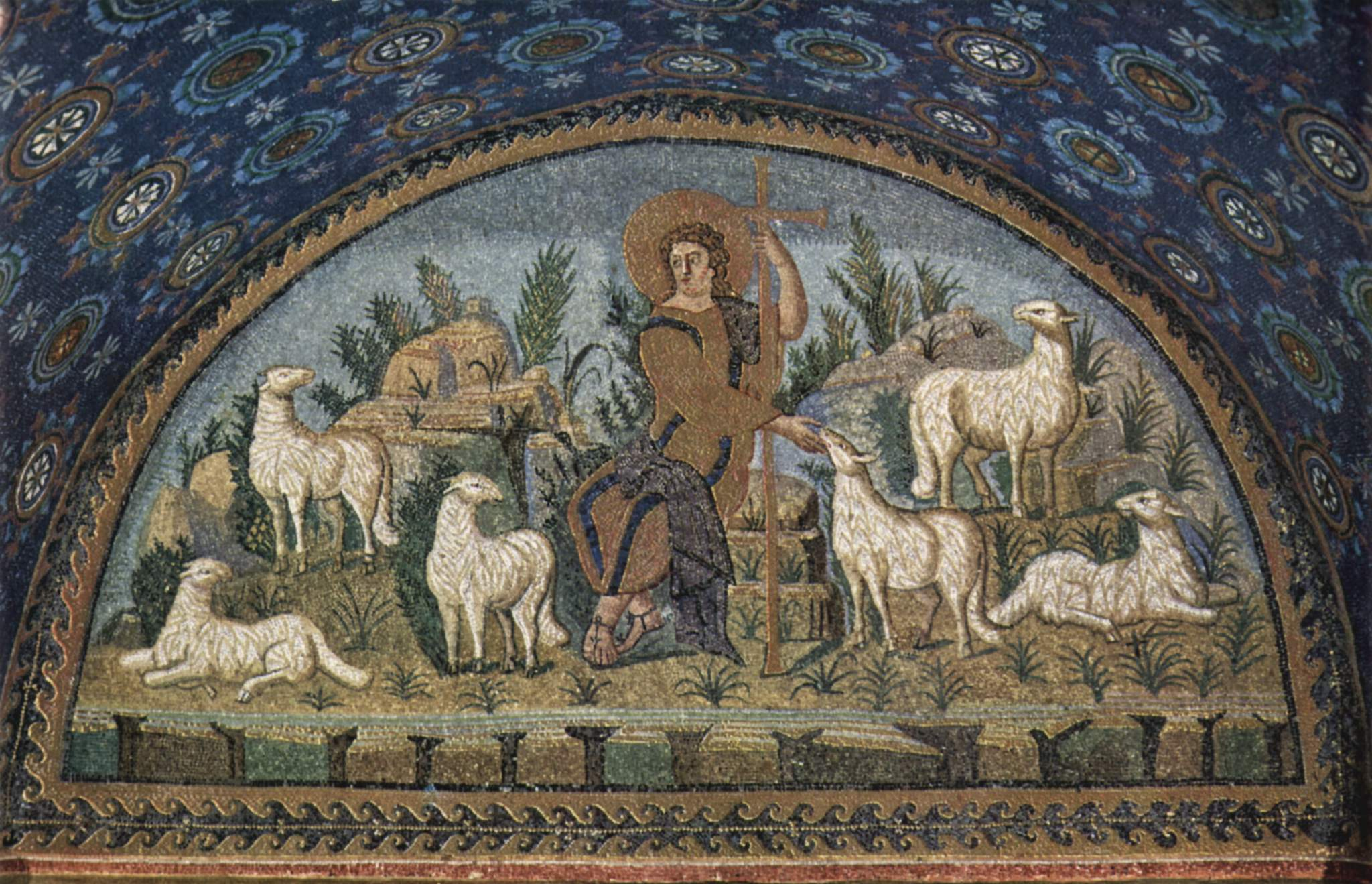
Mosaico no Mausoléu de Gala Placídia, em Ravena, datado do século V d.C.

O Salmo 23 (ou, pela numeração da Septuaginta, o Salmo 22 não padronizado de acordo com biblia judaíca) é atribuído ao Davi, conforme a tradição judaica, Davi teria escrito este salmo quando estava cercado num oásis, à noite, por tropas de um rei inimigo, o Salmo inserir tamanha confiança na Providência Divina contra os inimigos o salmo é orado para pedir a Deus forças contra os perigos e perseguições, sendo uma das orações mais poderosas. Alguns especialistas judaicos afirmam que há elementos cabalísticos em sua recitação em hebraico. É considerado um dos Salmos bíblicos mais conhecidos.  Uma das possíveis traduções para o português é:
Davi era o irmão mais novo, entre os numerosos filhos de Jessé. O pai escolheu-o para pastor. O jovem pastor Davi, segundo o relato bíblico do livro do profeta Samuel, quando inspirado por força divina, matava as feras para defender as ovelhas do seu rebanho. Daí a forte referência pastoril em "O Senhor é meu pastor" no original hebraico é: YHWH é meu apascentador. Existem várias referências ao pastor e às ovelhas na Bíblia, sendo interessante pensar nas condições e locais da época assim como as ferramentas do pastor:
- águas de descanso - São as águas do rio da vida que emana do trono de Deus, entrar no descanso preparado para os fieis.
- vara - usada para enfrentar e afugentar animais selvagens.
- cajado – usado para puxar as pernas das ovelhas quando se prendem ou içá-las quando caem.
- óleo – azeite usado para tratar os ferimentos das ovelhas.

## Tradução e Transliteração

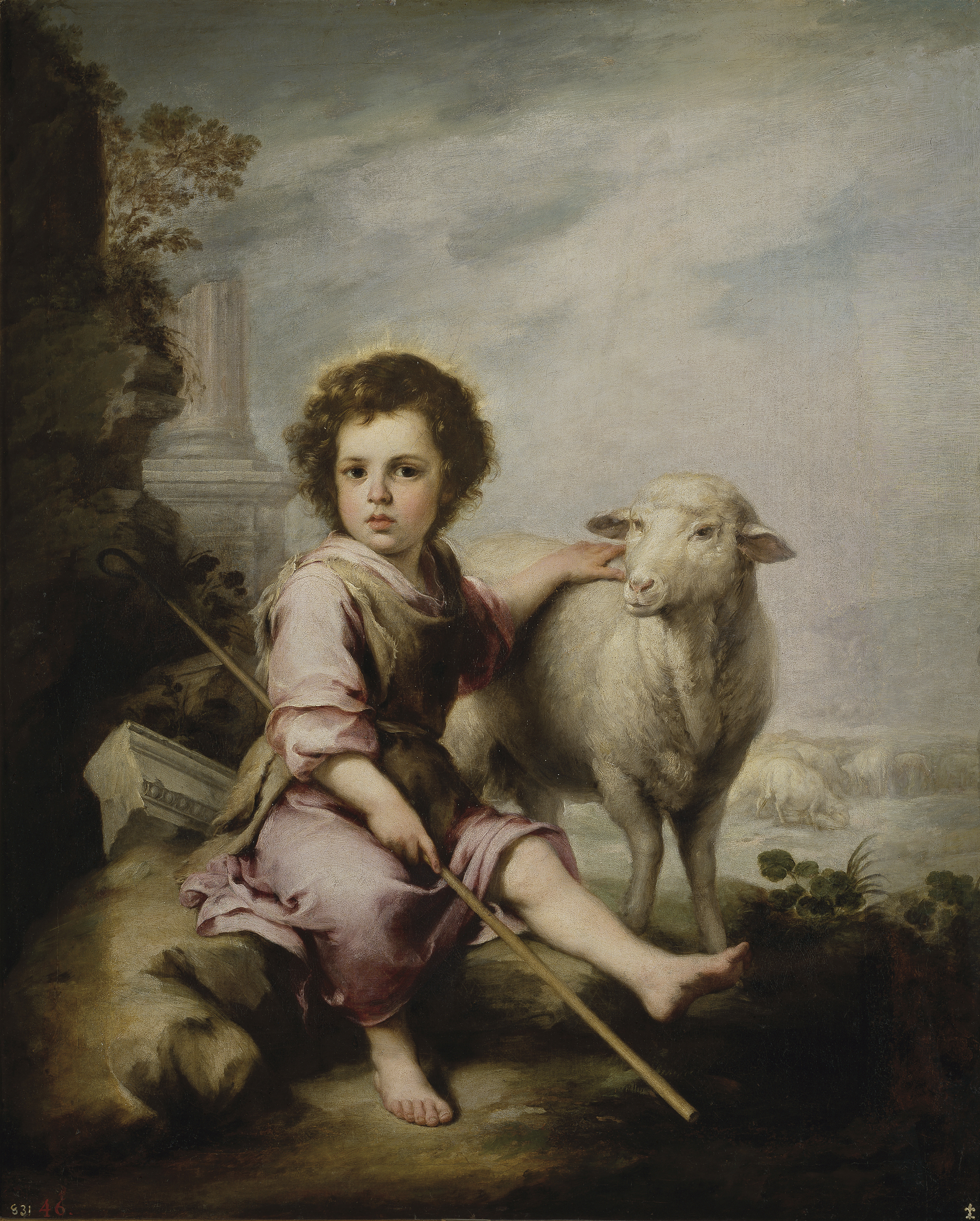
Bom Pastor Criança, de Murillo (séc. XVII).

### Bíblia Sagrada
Versão original
¹ Adonai, meu amigo íntimo não me faltará
² Deitar-me faz em verdes pastos, guia-me mansamente a águas tranquilas
³ Refrigera a minha alma; guia-me pelas veredas da justiça, por amor do Seu nome.
⁴ Ainda que eu andasse pelo vale da sombra da morte, não temeria mal algum, porque Tu estás comigo; a tua vara e o teu cajado me consolam.
⁵ Preparas uma mesa perante mim na presença dos meus inimigos, unges a minha cabeça com óleo, o meu cálice transborda.
⁶ Certamente que a bondade e a misericórdia divina me seguirão todos os dias da minha vida; e habitarei na casa do Senhor por longos dias.

#### [5]
Jeová é o meu Pastor.
Nada me faltará.
2 Ele me faz deitar em verdes pastagens
E me conduz a lugares de descanso bem regados.
3 Ele me reanima.
Guia-me nos caminhos da justiça por causa do seu nome.
4 Ainda que eu ande pelo vale de densas trevas,
Não temerei mal algum,
Porque tu estás comigo;
Tua vara e teu cajado me dão segurança.
5 Preparas uma mesa para mim diante dos meus inimigos.
Refrigeras a minha cabeça com óleo;
Meu cálice está bem cheio.
6 Certamente, a bondade e o amor leal me seguirão todos os dias da minha vida,
E eu morarei na casa de Jeová todos os meus dias

#### Versão 3
- O Senhor é meu pastor: nada me faltará.
- O Senhor é meu pastor nada me falta, leva-me a descansar em verdes prados, conduz-me às águas refrescantes e reconforta a minha alma.
- Ele me guia por sendas direitas por amor do seu nome.
- Ainda que tenha de andar por vales tenebrosos, nada temerei, porque Vós estais comigo:
- O Vosso cajado e o vosso báculo me enchem de confiança.
- Para mim preparais a mesa à vista dos meus adversários;
- Com óleo me perfumais a cabeça, e o meu cálice transborda.
- A bondade e a graça hão-de acompanhar-me todos os dias da minha vida,
- E habitarei na casa do Senhor para todo o sempre.[6]

### Liturgia judaica
Tehillim (salmo de Davi). ADONAI é meu pastor e nada me faltará. ele me  repousará em campinas verdejantes e me introduzirá as águas calmas. tranquiliza a alma; -  guia- me;em caminhos retos e de justiça por amor de Seu Nome. ainda que atravesse vales de escuridão, da morte, não recearei mal nenhum, porque Tu estarás comigo. Tua vara e teu cajado serão de escudo. Diante de mim preparará uma mesa de delícias na frente dos meus inimigos. Ungir-me-á com óleo de unção a minha cabeça e o meu cálice transbordará de fartura. Unicamente a felicidade e a misericórdia seguir-me-ão durante a minha vida. E o meu habitar será por longos dias na mansão do Eterno.

### Transliteração
| Hebraico                                     | Transliterado                                                            |
| -------------------------------------------- | ------------------------------------------------------------------------ |
| מזמור לדוד יי רעי לא אחסר: בנאות דשא         | Mizmor ledavid, hashem roi lo echsar. Binot deshê                        |
| ירביצני על מי מנחות ינהלני: נפשי ישובב ינחני | iarbitseni, al-mê menuchot ienahaleni. Nafshí ieshovev iancheni          |
| במעגלי צדק למען שמו: גם כי אלך בגיא צלמות    | bema´guelê tsedec lema´an shemô, gam qui elêch begue tsalmavet           |
| לא אירא רע כי אתה עמדי, שבטך ומשענתך המה     | lo-irá rá´qui atá imadi, shivtêcha umishiantêcha hemá                    |
| ינחמוני: תערך לפני שלחן נגד צוררי, דשנת בשמן | ienachamuni. Taarôch lefanai shulchan negued tsorerai, dishanta vashemen |
| ראשי כוסי רויה: אך טוב וחסד ירדפוני כל ימי   | roshi coci revaiá. aj tov vachesed irdefuni col iemê                     |
| חיי, ושבתי בבית יי לארך ימים:                | chaiai, veshavti bevêt hashem leorech iamim.                             |